# سامي كرامة عبود
سامي كرامة عبود هو لاعب كرة قدم يمني دولي ، يجيد اللعب في مركز الوسط.
لعب سابقاً مع حسان أبين ونادي التلال ونادي وحدة عدن .

## روابط خارجية
- سامي كرامة عبود على موقع ناشيونال فوتبول تيمز (الإنجليزية)
- سامي كرامة عبود على موقع كووورة